# Marco Schwartz
Marco Schwartz (Barranquilla, Colombia, 1956) es un periodista y escritor hispano-colombiano.

## Biografía
Nació en la ciudad colombiana de Barranquilla, en el seno de una familia judía de origen polaco. De los dos a los cinco años vivió en Los Angeles, California, ciudad a la que se desplazó su padre por motivos profesionales. A los 15 años se trasladó con su familia a Israel, donde finalizó su bachillerato en el Instituto Mosinzon y comenzó estudios de Economía y Relaciones Internacionales en la Universidad Hebrea de Jerusalem. De regreso en Colombia, estudió Ingeniería Civil en la Universidad del Norte, pero nunca ejerció la profesión porque decidió dedicarse por completo al periodismo. En 1983, siendo reportero del diario El Heraldo, de Barranquilla, obtuvo el premio Nacional de Periodismo Simón Bolívar en la modalidad de Investigación. Al año siguiente ejerció como corresponsal del mismo periódico en Nueva York y, de vuelta en Barranquilla, fundó con el dibujante Guillermo Salcedo Castañeda la revista Interviú. 
En 1986 se afincó en Madrid, España, país donde ha desarrollado la mayor parte de su trayectoria periodística. Tras cursar el primer máster de periodismo impulsado por el diario El País, trabajó para diversos medios de comunicación españoles, incluidos Cambio 16, El Siglo, El Periódico y Público, de cuya sección de Opinión fue director. En 2013 volvió su natal Barranquilla para asumir la dirección de El Heraldo, cargo que ocupó hasta 2020. A su regreso a Madrid se incorporó a elDiario.es como columnista y, desde septiembre de 2022, es jefe de la sección de Opinión de dicho medio Ha sido demás analista político en Televisión Española, Radio Nacional de España y la Cadena Ser.
Como escritor ha publicado las novelas Vulgata Caribe y El Salmo de Kaplan, ambas traducidas al alemán. La última fue llevada al cine por el director uruguayo Álvaro Brechner y estrenada en 2013. También es autor del libro de ensayo El sexo en la Biblia, traducido al checo y el eslovaco. Ha publicado además relatos en diversas reviostas y suplementos literarios colombianos. 

## Obra
- Vulgata caribe
- El salmo de Kaplan
- El sexo en la Biblia